# سیارک ۷۴۵۴
سیارک ۷۴۵۴ (به انگلیسی: 7454 Kevinrighter، نامگذاری:1981EW20) هفت هزار و چهارصد و پنجاه و چهارمین سیارک کشف شده‌است که در ۲ مارس ۱۹۸۱ کشف شد.
قدر مطلق سیارک برابر ۳۰.۹ است.